# Eforat
Eforat – w Sparcie instytucja reprezentująca, obok rady starszych, interesy oligarchii. Eforów było pięciu. Wybierano ich na okres jednego roku. Kontrolowali oni wszystkie instytucje w Sparcie. Również królów mogli zaskarżyć przed geruzją.